# Bauerbach (Grabfeld)
Bauerbach – dzielnica gminy Grabfeld w Niemczech, w kraju związkowym Turyngia, w powiecie Schmalkalden-Meiningen. Do 31 grudnia 2011 była to samodzielna gmina wchodząca w skład wspólnoty administracyjnej Salzbrücke